# Georg Nielsen
Georg Nielsen (3. april 1710 i Nordborg på Als – 19. april 1797) var en dansk hofembedsmand og frimurer.
Han blev født i Nordborg, hvor faderen, Daniel Nielsen (død 1721), var præst. Efter at have studeret i Jena kom han 1739 til København og blev der 1746 pagehovmester, 1755 lærer for den senere kong Christian VII og 1766 kabinetssekretær og kabinetskasserer hos dronning Caroline Mathilde, tillige kasserer ved Chatolkassen og bibliotekar ved Kongens Håndbibliotek. 1759 fik han titel af justitsråd, 1765 af etatsråd og 1768 af konferensråd.
Han fungerede som "konstitueret stormester" af den københavnske frimurerloge Zorobabel i perioden 1744- 6. januar 1749.
Som en bekendt musikven udnævntes han til medlem af den 1772 nedsatte Teaterkommission og var derpå en tid meddirektør ved Det Kongelige Teater, hvor han udarbejdede planer til en dansk syngeskole og til kapellets gagering; men 1774 udtrådte han af direktionen, fordi hans kolleger i denne ikke ville følge hans fornuftige råd.
For øvrigt var hans liv, som det hedder, "virksomt uden Glimmer", og han omtales som godgørende og elskværdig. Han var bogsamler og studerede stadig, men af litterære arbejder af ham foreligger i trykken kun en frimurertale og en udgave af en italiensk beretning om grev Anton Günther af Oldenborgs Hof (1756); desuden var han medforfatter til katalogen over Den Kongelige Mønt- og Medaillesamling (1791). Frimurertalen er dog sandsynligvis ikke af ham men af den tyske frimurer Johann Peter Gogel.
En dagbog, han havde ført angående begivenhederne ved hoffet i hans tid, hvilke han jo havde set på nært hold, brændte desværre 1794 (foruden størstedelen af hans store bogsamling) ved Christiansborgs brand dette år.
Han døde ugift. Han efterlod i utrykt manuskript Abris der Sittenlehre zum Gebrauch des Unterrichts des Kronprinzen (1760, Ny kgl. Saml., nr. 77. Fol.) og Verschiedende Abhandlungen die Philosophie und Sittenlehre betreffend (u.å. Ny kgl. Saml. nr. 78. Fol.).
Georg Nielsen ligger begravet på Assistens Kirkegård, Afdeling A, på Nørrebro i København, hvor hans grav i 1798 blev udstyret med et monument og relief af billedhuggeren Johannes Wiedewelt, der henviser til hans indsats som bibliotekar og bogsamler.

## Eksterne links
- Nielsen, Georg (1710-1797) Arkiveret 8. juli 2007 hos  Wayback Machine Billede af gravmonument på Assistens Kirkegård